# Anic
L'Anic S.p.A., acronimo di Azienda Nazionale Idrogenazione Combustibili, è stato il nome di una azienda di stato operante nel settore petrolchimico.

## Storia

### Origini
La sua fondazione risale al 1936, in periodo di autarchia, quando AGIP e AIPA, in collaborazione con la Montecatini, decisero di fondarla con lo scopo di ottenere combustibili succedanei del petrolio tramite l'idrogenizzazione del carbone nelle raffinerie di Livorno e Bari. Tra il 1949 e il 1951 l'AGIP si era accordata con Federconsorzi per la costruzione di un nuovo stabilimento Anic a Ravenna, specializzato nella produzione di fertilizzanti. Nel 1953, quando venne creato l'Eni, gli vennero conferite le azioni Anic di proprietà AGIP; successivamente l'ENI riuscì ad ottenere anche la parte posseduta dalla Montecatini.

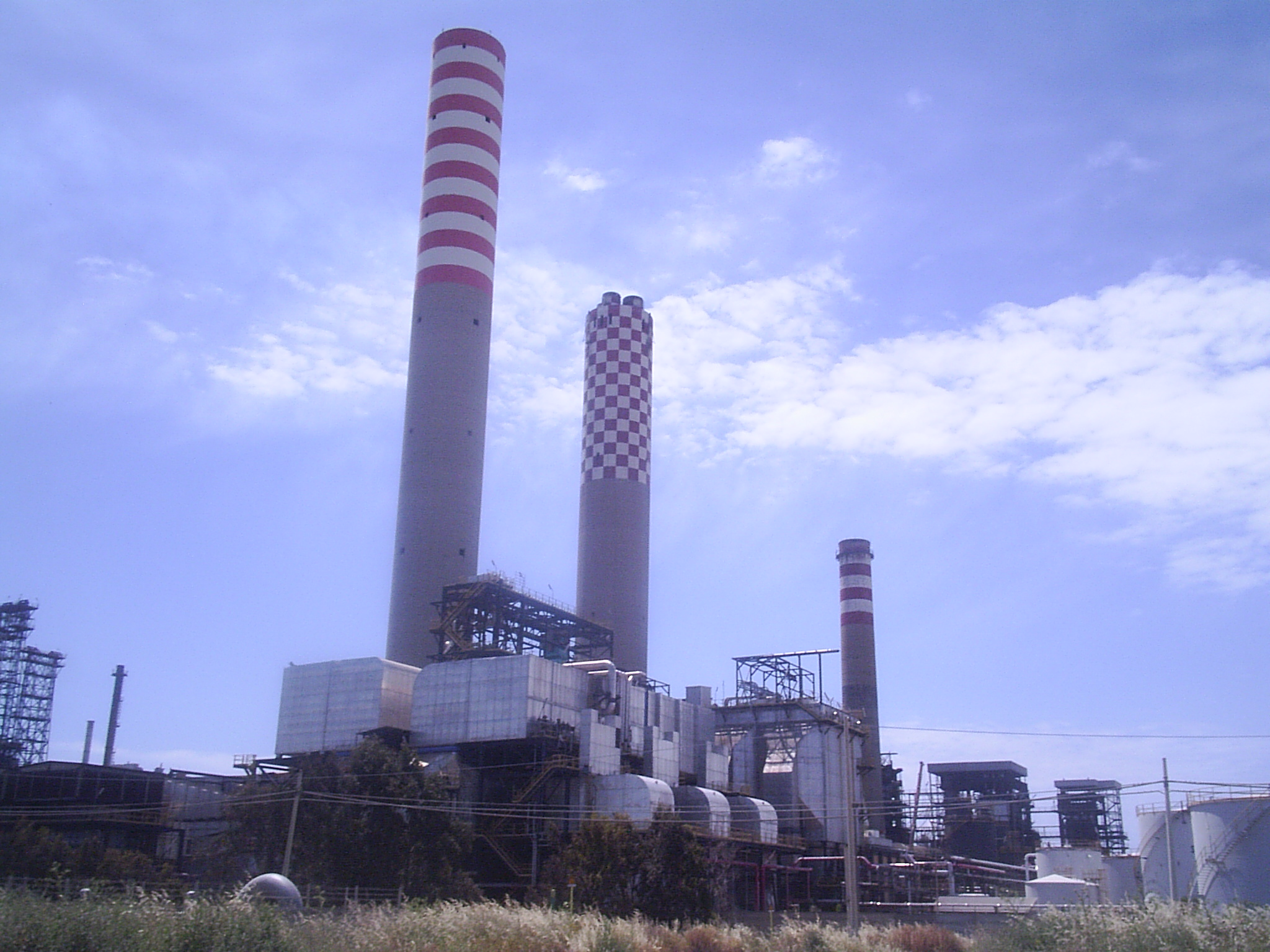
Le ciminiere del Petrolchimico di Gela, già Anic

### L'era Mattei
Con l'avvento di Enrico Mattei, l'Anic diede quindi vita allo stabilimento di Ravenna precedentemente progettato, che entrò in funzione nel 1958 con lo scopo di produrre appunto fertilizzanti, urea e nitrato ammonico, ma anche con il progetto di entrare nel mercato degli elastomeri. 

A Gela nel 1959, con l'apporto della Sofid (Società Finanziaria Idrocarburi) l'investimento nel polo petrolchimico fu dell'ordine dei 100 miliardi di lire. Lo stabilimento fu indirizzato prevalentemente all'attività di raffinazione con una capacità di 3 milioni di tonnellate/anno di grezzo.

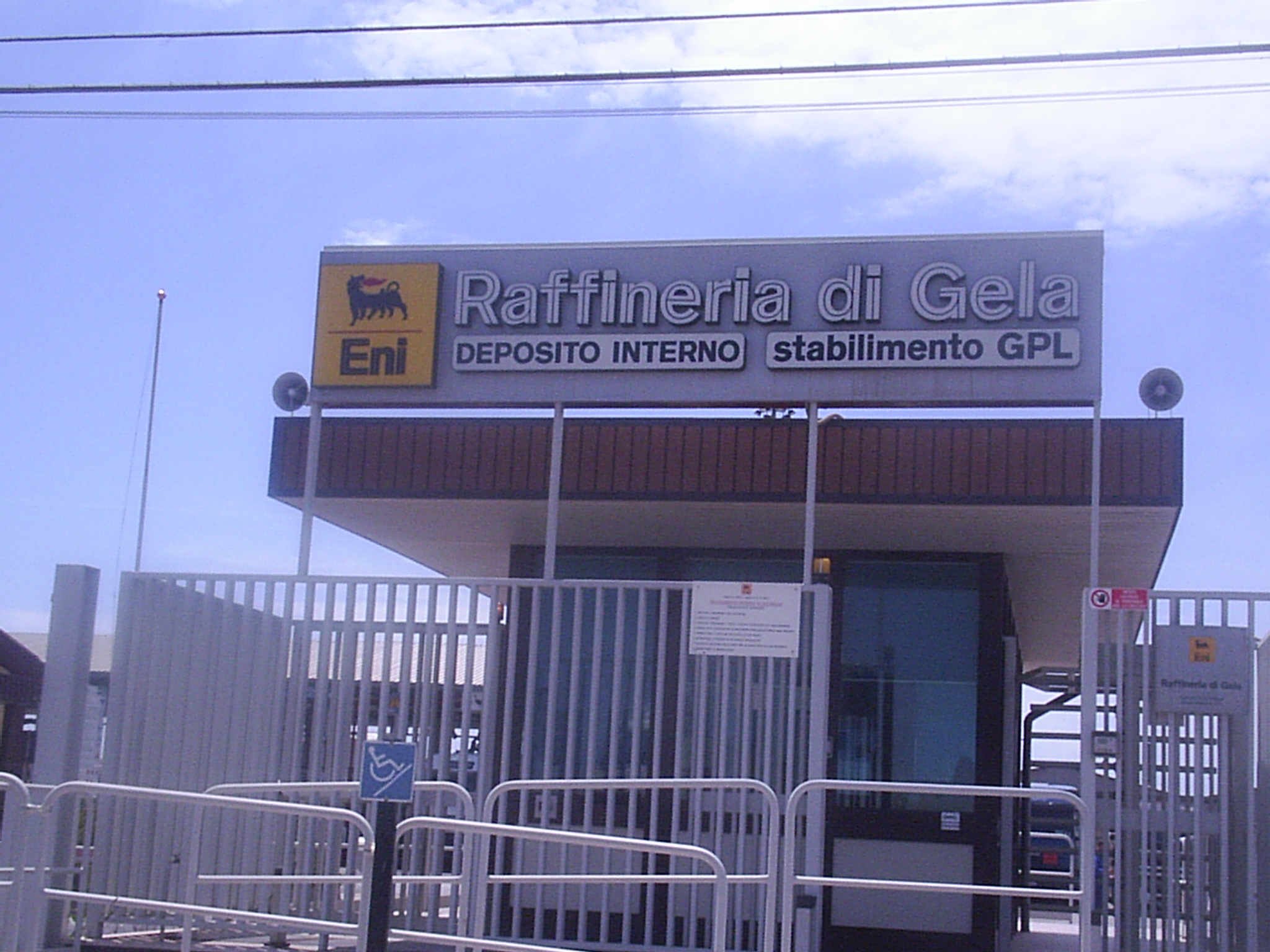
Raffineria di Gela

Di poco successivo sono gli insediamenti di Pisticci (1962) per la produzione di alcool metilico e fibre sintetiche, e di Manfredonia, ubicato precisamente nella località Macchia nel territorio del comune di Monte Sant'Angelo (FG), indirizzato alla produzione di fertilizzanti. Da segnalare un grave incidente che colpì questo stabilimento: nel 1976, alle 9.50 del 26 settembre nello stabilimento Anic di Macchia, scoppia la colonna di lavaggio dell'impianto di sintesi dell'ammoniaca. L'incidente del 1976 determinerà gravi e croniche conseguenze di carattere ambientale in tutta l'area circostante.
Per quanto concerneva il settore della raffinazione del petrolio (a capo del quale era stato messo l'ing. Carlo Bardone con forti competenze maturate all'estero in oltre 5 anni), l'Anic costruì, oltre a Gela, una raffineria nel paese di Sannazzaro dei Burgundi (1963). Furono quindi ingranditi gli impianti di Ravenna, Gela e Pisticci e, nel 1969, l'Anic entrò in Sardegna rilevando una parte di maggioranza nella Saras Chimica, che deteneva un grande impianto chimico a Sarroch.
L'affinità delle forze politiche che sostenevano le due iniziative spinse l'Anic, anziché creare una propria rete commerciale, ad avvalersi di quella della Federconsorzi articolata su strutture provinciali: i Consorzi Agrari a loro volta capillarmente presenti su tutto il territorio nazionale, specialmente quello a più alta presenza agricola.

### La crisi e il riordino
Nel 1980, dopo la grande crisi che colpi il settore petrolchimico nel corso degli anni settanta, la legge 784/1980 realizzò in pratica un duopolio nell'industria chimica: un polo pubblico gestito dall'Eni (che comprendeva l'Anic, gli impianti superstiti del gruppo SIR-Rumianca e Liquichimica) e un polo privato gestito dalla Montedison. Nel 1981 l'Eni presentò quindi un piano di riassetto per le attività del gruppo SIR-Rumianca e costituì la società EniChimica S.p.A (che dal 1983 cederà le principali attività alla neonata EniChem), per gestire le società del gruppo Anic e le acquisite. L'Anic muterà quindi il suo nome in Anic Partecipazioni S.p.A. e, nel 1984, confluirà nella nuova società EniChem Anic S.p.A.